# L'Imaginaire d'internet

L'Imaginaire d'Internet un ouvrage de Patrice Flichy publié en 2001. Il traite des représentations sociales, utopies et idéologies qui ont participé à la création de l'Internet. L'ouvrage s'appuie sur un ensemble de textes américains alors connus en Europe au moment de sa publication. Il s'agit d'un ouvrage marquant de la sociologie française de l'Internet. L'auteur s'intéresse aux imaginaires techniques des concepteurs de l'Internet, appelé aussi "autoroute de l'information " dans les années 1990. Il décrit les idéaux d'une nouvelle "société numérique" que les fondateurs avaient en tête lors du développement de l'Internet. L'ouvrage aborde en détail les sujets des communautés virtuelles, du rapport au corps dans le cyberespace, de l'économie numérique et de la régulation des communications numériques.  